# Министро Сентено (бронепалубен крайцер)
Министро Сентено (на испански: Ministro Zenteno) е бронепалубен крайцер на чилийските ВМС от края на 19 век.
Построен е в единствен екземпляр. Той е вариант на крайцера „Алмиранте Барозо“, построен за ВМС на Бразилия и принадлежи към така наречените елсуикски крайцери, строени за износ от британската компания Sir W.G. Armstrong & Company.

## Проектиране и строеж
Крайцерът е поръчан от ВМС на Бразилия, но във връзка със забавянето на плащането е продаден на Чили през септември 1895 г. Първоначално му е дадено името „Чакабуко“, но при спускането на вода получава новото име „Министро Сентено“. От своите кораби-близнаци се отличава с еднородно въоръжение, състоящо се от 152 mm оръдия.